# Chekkiad
Chekkiad es una ciudad censal situada en el distrito de Kozhikode en el estado de Kerala (India). Su población es de 24246 habitantes (2011). Se encuentra a 61 km de Kozhikode.

## Demografía
Según el censo de 2011 la población de Chekkiad era de 24246 habitantes, de los cuales 11194 eran hombres y 13052 eran mujeres. Chekkiad tiene una tasa media de alfabetización del 90,74%, inferior a la media estatal del 94%: la alfabetización masculina es del 95,25%, y la alfabetización femenina del 86,28%.